# Greta Scacchi
Greta Scacchi [ˈɡrɛːta ˈskakki]; (Milánó, 1960. február 18. –) Primetime Emmy-díjas olasz–ausztrál színésznő.

## Élete és pályafutása
1960. február 18-án született Milánóban, Luca Scacchi olasz műkereskedő, festő, valamint Pamela Risbey angol balett-táncosnő és régiségkereskedő leányaként. Négy éves korában szülei elváltak, édesanyja visszatért Angliába Gretával és két idősebb testvérével. 1975-ben anyja másodszor is férjhez ment, a család az ausztráliai Perthbe költözött, ahol mostohaapja az olaszországi Nyugat-Ausztrália Egyetemen tanított. Anyja második házasságából egy féltestvérük is született, Sarah Georgette.
1977-ben Scacchi visszatért Angliába, és a bristoli Old Vic Színházban tanult. 1982-ben debütált a Das Zweite Gesicht című német filmben. Számos mozifilmben és televíziós produkcióban dolgozott. 1992-ben az Elemi ösztön szereposztásakor visszautasította Catherine Trammell szerepét, amelyet Sharon Stone kapott meg.
1996-ban Golden Globe-díjra jelölték és Primetime Emmy-díjat nyert Alexandra Fjodorovna császárnő megformálásáért a Raszputyin című filmben. Scacchi számos színházi előadásban is játszott.

## Magánélete
Születésétől olasz állampolgár, 1995-ban ausztrál állampolgárságot is kapott. Tizennyolc éves korától többször is folyamodott brit állampolgárságért, de mindannyiszor visszautasították. A Brexit után, a megváltozott feltételeket kihasználva ismét megpróbálta az állampolgárság megszerzését és ezúttal sikerrel járt, így olasz–ausztrál–brit hármas állampolgár lett.
1983 és 1989 között az új-zélandi Tim Finn zenész, majd négy évig Vincent D’Onofrio amerikai színész párja volt. D’Onofriótól 1992-ben született egy lánya, Leila George, aki szintén színésznő lett. 1997-től Scacchi az elsőfokú unokatestvérével, Carlo Mantegazzával létesített párkapcsolatot, egy fiuk született, Matteo.
Scacchi többször bizonyította, hogy szívügye a környezetvédelem, támogatta a Greenpeace és a Christian Aid szervezetek klímavédelmi kampányait is. 2013-ban az Olasz Köztársasági Érdemrend kitüntetésben részesült.

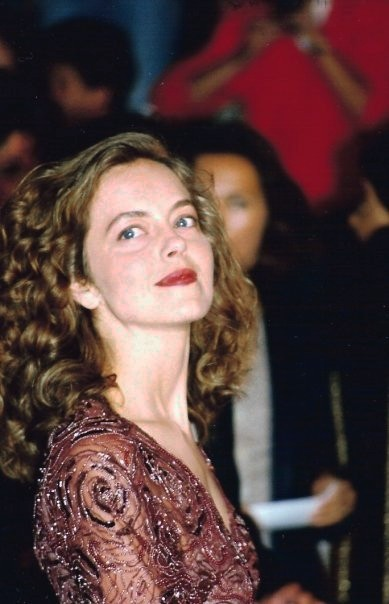
Greta Scacchi az 1994-es cannes-i filmfesztiválon.

## Filmográfia

### Film
| Év   | Magyar cím               | Eredeti cím                | Szerep               | Magyar hang        |
| ---- | ------------------------ | -------------------------- | -------------------- | ------------------ |
| 1982 |                          | Das Zweite Gesicht         | Anna                 |                    |
| 1983 |                          | Dead on Time (rövidfilm)   | csinos lány          |                    |
| 1983 | Hőség és homok           | Heat and Dust              | Olivia               | Györgyi Anna       |
| 1985 | A birodalom védelme      | Defence of the Realm       | Nina Beckman         | Farkas Zsuzsa      |
| 1985 |                          | Burke & Wills              | Julia Matthews       |                    |
| 1985 | A Coca Cola kölyök       | The Coca-Cola Kid          | Terri                | Kubik Anna         |
| 1985 | A Coca Cola kölyök       | The Coca-Cola Kid          | Terri                | Kiss Erika         |
| 1985 | A Coca Cola kölyök       | The Coca-Cola Kid          | Terri                | Orosz Helga        |
| 1987 | Úri passziók             | White Mischief             | Diana Lady Broughton | Csere Ágnes        |
| 1987 | Úri passziók             | White Mischief             | Diana Lady Broughton | Tóth Enikő         |
| 1987 | Jó reggelt, Babilónia    | Good Morning, Babylon      | Edna Bonnano         | Farkas Zsuzsa      |
| 1987 | Egy szerelmes férfi      | A Man in Love              | Jane Steiner         |                    |
| 1988 | A hold asszonya          | La Donna della Luna        | Angela               | Györgyi Anna       |
| 1988 | Három nővér              | Love and Fear              | Maria                |                    |
| 1990 | Ártatlanságra ítélve     | Presumed Innocent          | Carolyn Polhemus     | Prókai Annamária   |
| 1991 | Szilánkok                | Shattered                  | Judith Merrick       | Balogh Erika       |
| 1991 | Szilánkok                | Shattered                  | Judith Merrick       | Vándor Éva         |
| 1992 | Emésztő tűz              | Fires Within               | Isabel               |                    |
| 1992 | A szerelem fészkei       | Salt on Our Skin           | George               | Venczel Vera       |
| 1992 | A játékos                | The Player                 | June                 | Vándor Éva         |
| 1992 | A nyomorúság partja      | Turtle Beach               | Judith               | Menszátor Magdolna |
| 1994 | Vidéki élet              | Country Life               | Deborah Voysey       | Vándor Éva         |
| 1994 | Magánórák                | The Browning Version       | Laura Crocker-Harris | Kováts Adél        |
| 1995 | Jefferson Párizsban      | Jefferson in Paris         | Maria Cosway         |                    |
| 1996 | Emma                     | Emma                       | Mrs. Weston          | Pápai Erika        |
| 1996 | Cosí – Bolondos dallamok | Così                       | páciens              |                    |
| 1997 | A kígyó csókja           | The Serpent's Kiss         | Juliana              | Kubik Anna         |
| 1998 | Szerelem és düh          | Love and Rage              | Agnes MacDonnell     | Für Anikó          |
| 1998 | A vörös hegedű           | The Red Violin             | Victoria Byrd        | Létay Dóra         |
| 1999 | Női mosdó                | Ladies Room                | Lucia                | Kocsis Judit       |
| 1999 | A házvezetőnő            | Cotton Mary                | Lily MacIntosh       |                    |
| 1999 |                          | Tom's Midnight Garden      | Gwen Kitson néni     |                    |
| 1999 |                          | The Manor                  | Mrs. Ravenscroft     |                    |
| 1999 | Nem ér a nevem           | Looking for Alibrandi      | Christina Alibrandi  |                    |
| 2000 |                          | One of the Hollywood Ten   | Gale Sondergaard     |                    |
| 2001 | Cannes-i kavalkád        | Festival in Cannes         | Alice Palmer         |                    |
| 2003 | Balti vihar              | Baltic Storm               | Julia Reuter         | Vándor Éva         |
| 2004 |                          | Sotto falso nome           | Nicoletta            |                    |
| 2004 | A tengeren túlon         | Beyond the Sea             | Mary Duvan           | Molnár Zsuzsa      |
| 2005 | Légcsavar                | pszichológus utas          | Igó Éva              |                    |
| 2005 | Légcsavar                | pszichológus utas          | Menszátor Magdolna   |                    |
| 2006 |                          | The Book of Revelation     | Isabel               |                    |
| 2006 |                          | Icicle Melt (rövidfilm)    | Madeleine            |                    |
| 2006 |                          | The Handyman (rövidfilm)   | Julia Parchant       |                    |
| 2007 |                          | L'amore nascosto           | Dr. Dubois           |                    |
| 2007 |                          | Shoot on Sight             | Susan Ali            |                    |
| 2008 | Utolsó látogatás         | Brideshead Revisited       | Cara                 | Málnai Zsuzsa      |
| 2010 |                          | Un altro mondo             | Cristina             |                    |
| 2010 |                          | Way to Live Forever        | Mrs. Willis          |                    |
| 2014 | Eszmélet                 | The Falling                | Miss Mantel          | Menszátor Magdolna |
| 2016 | A fehér király           | The White King             | Meade tábornok       | Nyakó Júlia        |
| 2017 | Gyengédség               | La Tenerezza               | Aurora               |                    |
| 2018 | A végső hadművelet       | Operation Finale           | Vera Eichmann        |                    |
| 2018 | Amanda                   | Amanda                     | Alison               |                    |
| 2018 | Felejthetetlen utazás    | Head Full of Honey         | Abbess               |                    |
| 2019 |                          | Palm Beach                 | Charlotte            |                    |
| 2019 | A barbárokra várva       | Waiting for the Barbarians | Mai                  | Farkasinszky Edit  |
| 2021 |                          | Shepherd                   | Glenys Black         |                    |
| 2023 | Fuss, nyuszi, fuss       | Run Rabbit Run             | Joan                 | Boldizsár Tünde    |

### Televízió
Tévéfilmek
| Év   | Magyar cím                  | Eredeti cím                       | Szerep                       | Magyar hang        |
| ---- | --------------------------- | --------------------------------- | ---------------------------- | ------------------ |
| 1984 | A fekete elefántcsonttorony | The Ebony Tower                   | Diana / 'The Mouse'          | Kovács Nóra        |
| 1984 | A kaméliás hölgy            | Camille                           | Marguerite                   | Náray Erika        |
| 1985 | A genfi dr. Fischer         | Doctor Fischer of Geneva          | Anna-Luise Fischer           | Ráckevei Anna      |
| 1996 | Raszputyin                  | Rasputin: Dark Servant of Destiny | Alekszandra Fjodorovna cárné | Menszátor Magdolna |
| 1998 |                             | Macbeth                           | Lady Macbeth                 |                    |
| 2002 |                             | Jeffrey Archer: The Truth         | Margaret Thatcher            |                    |
| 2007 | Miss Austen bánata          | Miss Austen Regrets               | Cassandra Austen             | Menszátor Magdolna |
| 2007 | Miss Austen bánata          | Miss Austen Regrets               | Cassandra Austen             | Vándor Éva         |
| 2022 |                             | The Royal Nanny                   | Juliet Lansbury              |                    |

Sorozatok
| Év   | Magyar cím              | Eredeti cím                                                | Szerep             | Megjegyzések                                                          |
| ---- | ----------------------- | ---------------------------------------------------------- | ------------------ | --------------------------------------------------------------------- |
| 1981 |                         | Bergerac                                                   | Annie              | 1 epizód                                                              |
| 1983 |                         | The Mike Walsh Show                                        | önmaga             | 1 epizód                                                              |
| 1984 |                         | Waterfront                                                 | Anna Cheri         | minisorozat (3 epizód)                                                |
| 1995 |                         | Good Morning Australia                                     | önmaga             | 1 epizód                                                              |
| 1995 |                         | Denton                                                     | önmaga             | 1 epizód                                                              |
| 1995 |                         | Ernie and Denise                                           | önmaga             | 1 epizód                                                              |
| 1995 |                         | Midday                                                     | önmaga             | 1 epizód                                                              |
| 1997 | Odüsszeusz              | The Odyssey                                                | Penelope           | - minisorozat (2 epizód) - magyar hangja: - Tóth Enikő                |
| 2001 |                         | The Farm                                                   | Liz Cooper         | minisorozat (4 epizód)                                                |
| 2002 |                         | Daniel Deronda                                             | Lydia Glasher      | minisorozat (4 epizód)                                                |
| 2006 | A szabadság útján       | Broken Trail                                               | Nola Johns         | - minisorozat (2 epizód) - magyar hangja: - Kovács Nóra               |
| 2006 | Agatha Christie: Marple | Agatha Christie's Marple                                   | Tuppence Beresford | - 1 epizód - (Balhüvelykem bizsereg) - magyar hangja: - Moór Marianna |
| 2006 | Túlvilági történetek    | Two Twisted                                                | Dr Adele Partridge | 1 epizód                                                              |
| 2006 |                         | Nightmares & Dreamscapes: From the stories of Stephen King | Dr. Katie Arlen    | minisorozat (1 epizód)                                                |
| 2008 |                         | The Trojan Horse                                           | Helen Madigan      | minisorozat (2 epizód)                                                |
| 2013 |                         | Hindenburg: The Last Flight                                | Helen Van Zandt    | - minisorozat (2 epizód) - magyar hangja: - Halász Aranka             |
| 2013 | Agatha Christie: Poirot | Agatha Christie's Poirot                                   | Mrs Burton-Cox     | - 1 epizód - (Az elefántok nem felejtenek)                            |
| 2013 |                         | Masterpieces Unveiled                                      | műsorvezető        | dokumentumsorozat (8 epizód)                                          |
| 2015 |                         | A.D. The Bible Continues                                   | Szűz Mária         | 5 epizód                                                              |
| 2016 | Háború és béke          | War & Peace                                                | Rosztova grófné    | - 6 epizód - magyar hangja: - Menszátor Magdolna - Pápai Erika        |
| 2017 |                         | Versailles                                                 | Madeleine de Foix  | 4 epizód                                                              |
| 2017 | Terror                  | The Terror                                                 | Lady Jane Franklin | - 5 epizód - magyar hangja: - Vándor Éva                              |
| 2022 |                         | Darby and Joan                                             | Joan Kirkhope      |                                                                       |
| 2023 | Testek                  | Bodies                                                     | Polly Harker       | - minisorozat (8 epizód) - magyar hangja: - Pálos Zsuzsa              |

## Fordítás
- Ez a szócikk részben vagy egészben  a   Greta Scacchi című angol Wikipédia-szócikk fordításán alapul.  Az eredeti cikk szerkesztőit annak laptörténete sorolja fel. Ez a jelzés csupán a megfogalmazás eredetét és a szerzői jogokat jelzi, nem szolgál a cikkben szereplő információk forrásmegjelöléseként.